# Pont-sur-Vanne
Pont-sur-Vanne é uma comuna francesa na região administrativa de Borgonha-Franco-Condado, no departamento de Yonne. Estende-se por uma área de 10,54 km². Em 2010 a comuna tinha 199 habitantes (densidade: 18,9 hab./km²).